# Мещерский, Степан Михайлович
Князь Степан Михайлович Мещерский (1699 — 1775) — адмирал, член Адмиралтейств-коллегии, главный командир Кронштадтского порта.

## Биография
Родился в 1699 году. Сын помещика Шелонской пятины князя Михаила Васильевича Мещерского и княгини Марфы Максимовны (в первом браке Косицкой).
В 1715 году или 1717 поступил на службу гардемарином. Унтер-лейтенант (1721); секретарь 1-го ранга (1724); лейтенант (1727).
18 января 1733 по новому штату, был написан в лейтенанты майорского ранга, а в 1734 году назначен в экипажескую контору к материальным счетам. В 1735 году был советником при конторе генерал-кригскоммиcсара; в апреле находился при наведении моста через реку Неву с Адмиралтейского на Васильевский остров. В январе 1736 года был командирован в Казань для сплава к Санкт-Петербургскому адмиралтейству корабельных лесов. Капитан полковничьего ранга с 1740 года.
В 1741 году командовал линейным кораблем «Счастие» по спуске оного в Архангельске, в 1742 году — линейным кораблем «Святой Исаакий» в отряде вице-адмирала Бредаля, вышедшем из Архангельска для следования в Балтийское море. Зимовал в Екатерининской гавани. В 1743 году командуя тем же кораблём, вышел из Архангельска в отряде капитана Люиса и прибыл в Ревель.
В 1744 году командовал линейным кораблем «Святая Екатерина» в плавании с флотом в Финском заливе, в 1745 году — линейным кораблем «Кронштадт», стоявшим на кронштадтском рейде, в 1746 году — линейным кораблем «Святая Екатерина» в плавании с флотом до Рогервика.
В 1751 году был произведён в капитаны 1-го ранга; 25 декабря 1755 года назначен на должность капитана над Кронштадтским портом ранга бригадирского. Контр-адмирал с 1757 года. В вице-адмиралы с назначением членом Адмиралтейств-коллегии был произведён 10 апреля 1762 года; 2 мая назначен главным командиром Кронштадтского порта; 7 мая того же года был пожалован орденом Св. Анны.
Уволен со службы с чином адмирала и пенсионом 4 мая 1764 года.
Его сын — Алексей (1738—1797).